# هورنسواغل
دايلان بوسطل (بالإنجليزية: Hornswoggle) هو مصارع أمريكي قزم من مواليد 29 مايو 1986 حاز سنة 2007 على كريوزر شامبيين اوف داوورد يزن 59 كيلوغرام ويبلغ من الطول 1.32 وانتشرت بع الشائعات على انه ابن المصارع فنلي.وايظن فنس مكمان
وحاول هورنسواجل ان يصبح في الدي اكس ولكن لم ينجه الي في السنة 2010 حث قبلو الدي اكس في ضمه بطولاته بطل الوزن الخفيف، حركات قاضية قفزة الدلفين الصغير _ يقفز على الخصم بمرفقيه، الشقلبة _ يصعد على الكورنر ويتشقلب على ظهر ويقع على الخصم وهو اغ
و هو مكانه في دبليو دبليو إي تحت الحلبة (يختبأ تحتها)

## روابط خارجية
- هورنسواغل على موقع IMDb (الإنجليزية)
- هورنسواغل على موقع قاعدة بيانات الفيلم (الإنجليزية)
- هورنسواغل على موقع دبليو دبليو إي (الإنجليزية)
- هورنسواغل على موقع WrestlingData.com (الإنجليزية)
- هورنسواغل على موقع CageMatch worker (الإنجليزية)
- هورنسواغل على موقع قاعدة بيانات المصارعة على الإنترنت (الإنجليزية)
- هورنسواغل على موقع عالم المصارعة على الإنترنت (الإنجليزية)
- هورنسواغل على موقع عالم المصارعة على الإنترنت (الإنجليزية)